# Almas Tower
De Almas Tower is een wolkenkrabber in Dubai, VAE. De bouw van de kantoortoren begon in 2005 en is werd in 2008 voltooid door Taisei Corporation.

## Ontwerp
Het gebouw heeft een hoogte van 360 meter bereikt en telt 68 bovengrondse, en 5 ondergrondse verdiepingen. Het heeft een totale oppervlakte van 160.000 vierkante meter.
Almas Tower staat op zijn eigen kunstmatig eiland in het midden van Jumeirah Lakes Towers, een groot project van 87 torens in Dubai, en is ook het hoogste punt van het project. Dubai Multi Commodities Centre, de eigenaar, verhuisde als eerste de toren in. DMCC verhuisde zijn kantoren samen met de Dubai Diamond Exchange op 15 november 2008 naar de toen nog onvoltooide toren.
Almas Tower huist nu vele diensten op het gebied van de regionale diamant-, edelsteen- en parel-industrie. Naast de Dubai Diamond Exchange, zijn in de toren ook de Dubai Gems Club, de Dubai Pearl Exchange en de Kimberley Process Certification offices te vinden. Daarnaast kan men ook toegang krijgen tot bedrijven voor het veilig vervoeren van diamanten, zoals Brinks en Transguard. In de toren zal men ook diamanten gaan slijpen en verhandelen. Door de soort transacties die in de toren plaatsvinden, zal hij zeer veel beveiliging krijgen.